# Goffredo di Conversano
Goffredo di Conversano (1035 circa – Brindisi, settembre 1100) è stato un condottiero normanno tradizionalmente considerato primo conte di Conversano.
Fu signore di Brindisi dal 1071 e poi di Nardò. Signore di Montepeloso, poi Signore di Brindisi, Monopoli e Nardò (dal 1070), primo Conte di Conversano (dal 1072), Signore di Matera (dal 1080).

## Biografia
Si autoproclamò comes Cupersani nel 1054, quando ancora non esisteva una vera e propria contea, la quale diverrà tale solo alla fine del XII secolo. È stato identificato da sempre con Goffredo di Montepeloso e Goffredo di Montescaglioso, i quali invece furono semplicemente suoi omonimi. Giunto in Puglia forse a seguito di Unfredo d'Altavilla, terzo conte di Puglia (dopo i fratelli Guglielmo I e Drogone) gravitò presumibilmente attorno alla corte del principe di Salerno Guaimario IV da cui aveva ricevuto, come Unfredo, dei compiti. È appunto attestato che sia stato tenuto a prestare servizi feudali (come l'amministrazione della bassa giustizia) in un primo momento presso Conversano, poi presso Brindisi Nardò e Ruvo in qualità di comes; manovra di decentramento amministrativo che è stata generalmente interpretata come condizione sufficiente per ritenere Goffredo in possesso di giurisdizione su un vastissimo territorio tra l'Adriatico e lo Ionio. Conclusione, invece, per nulla accettabile storicamente.
Invero Goffredo, da avventuriero qual era, approfittando dei compiti feudali che gli erano stati assegnati, finì per autoproclamarsi conte di una contea inesistente; grazie a questo arbitrio, Conversano diventerà via via sede di poteri forti e quindi contea. Ma solo più di un secolo dopo fu legalmente riconosciuta.
È stato erroneamente identificato con il figlio di un tal Ruggero e di Beatrice, sorellastra di Roberto il Guiscardo. Inoltre si è scorrettamente creduto che fosse il fratellastro di Roberto di Montescaglioso, che era figlio di Ermanno d'Eu e della stessa Beatrice.
In realtà si tratta di tre personaggi storici diversi che sono stati tradizionalmente identificati a causa della loro omonimia: il nostro Goffredo di Conversano, Goffredo di Montescaglioso (detto Maccabeo) e figlio di Unfredo di Montescaglioso e un terzo Goffredo di Montepeloso. Il responsabile di tale mendace identificazione è stato 'in primis' il cronista normanno , il monaco Goffredo Malaterra.
Secondo la scorretta identificazione con Goffredo di Montescaglioso e Goffredo di Montepeloso, la biografia risulta essere un 'pot-pourri' delle gesta dei tre Goffredo summenzionati. Ed è la seguente:
Goffredo, al tempo delle prime conquiste normanne, si era impossessato della cittadina di Montepeloso (Irsina), ove era succeduto a Tristaino di Montepeloso come secondo Signore della città, che era una delle dodici baronie che costituivano la Contea di Puglia.
Si schierò, quindi, col fratellastro Roberto e con altri conti normanni per difendere l'autonomia nei confronti di Roberto, duca di Puglia: nell'aprile 1064 occupò la città di Castellaneta. Nel 1068 si giunse ad un accordo tra il duca Roberto e i conti ribelli: Goffredo ottenne il perdono dallo zio duca, riuscendo a conservare il dominio della città di Montepeloso e del territorio circostante.
Goffredo partecipò a fianco del Guiscardo nell'assedio e nella conquista di Brindisi (1070) e Bari (1071): in seguito a ciò divenne Conte di Conversano e signore (dominator) di Monopoli, di Brindisi e di Nardò. Alla morte del fratellastro Roberto, acquisì il dominio della città di Matera (14 agosto 1080).
Seguì Roberto il Guiscardo anche nella sfortunata spedizione nei Balcani (1084) che si concluse nel luglio 1085 con la morte a Cefalonia del duca, alla presenza dello stesso Goffredo. Divisi i possedimenti tra i figli del Guiscardo, Ruggero Borsa e Boemondo, Goffredo si riconobbe vassallo di quest'ultimo, garantendo per sé e per i propri domini un lungo periodo di pace e di prosperità.
Fu presente al III sinodo di Melfi (settembre 1089) voluto da papa Urbano II e al seguito del pontefice fu presente alla consacrazione dell'altare della cripta di San Nicola di Bari e alla fondazione della nuova Cattedrale di Brindisi: in tale occasione chiese e ottenne dal papa il trasferimento della sede arcivescovile da Oria a Brindisi.
Fu largamente munifico nei confronti di numerosi monasteri presenti nei territori di sua giurisdizione, in particolare San Benedetto di Conversano, Santa Maria Veterana di Brindisi (fondato da lui e da sua moglie nel 1090), Santo Stefano di Monopoli (fondato da lui nel 1086), la Basilica Cattedrale di Santa Maria Assunta di Nardò e San Giovanni di Fasano.
Morì nel settembre 1100 (Lupo Protospata indica il 1101 secondo il calendario bizantino), molto probabilmente a Brindisi, dove, nell'agosto di quell'anno è documentato per l'ultima volta in vita.
Sposato a Sichelgaita, figlia di Rodolfo di Molise, ebbe diversi figli e figlie:
- Altrude (1065 c.), moglie di Riccardo Siniscalco e madre di Ruggero, reggente del Principato di Antiochia;
- Roberto (1070 c. - 1113), conte di Conversano alla morte del padre, sposò Mabilia;
- Alessandro (1070 c. - 1133 c.), conte di Matera e alla morte del fratello Roberto anche conte di Conversano, sposò Matilde;
- Rodolfo (1075 c. - 1095 c.), morto in età giovanile;
- Tancredi (1075 c. - 1135 c.), conte di Brindisi;
- Sibilla (1080 c. - 1102) ultimogenita, sposa giovanissima di Roberto Curthose, figlio primogenito di Guglielmo il Conquistatore duca di Normandia e re d'Inghilterra.